# Ballerup-Furesø Provsti

 Ballerup-Furesø Provsti er et provsti i Helsingør Stift.  Provstiet ligger i Ballerup og Furesø Kommune.
Ballerup-Furesø Provsti består af 7 sogne med 11 kirker, fordelt på 6 pastorater.

## Pastorater
| Pastorater i Ballerup-Furesø Provsti | Pastorater i Ballerup-Furesø Provsti | Pastorater i Ballerup-Furesø Provsti |
| ------------------------------------ | ------------------------------------ | ------------------------------------ |
| Ballerup Pastorat                    | Farum Pastorat                       | Måløv Pastorat                       |
| Pederstrup Pastorat                  | Skovlunde Pastorat                   | Værløse-Hareskov Pastorat            |

## Sogne
| Sogne i Ballerup-Furesø Provsti | Sogne i Ballerup-Furesø Provsti | Sogne i Ballerup-Furesø Provsti |
| ------------------------------- | ------------------------------- | ------------------------------- |
| Ballerup Sogn                   | Farum Sogn                      | Hareskov Sogn                   |
| Måløv Sogn                      | Pederstrup Sogn                 | Skovlunde Sogn                  |
| Værløse Sogn                    |                                 |                                 |